# Masiakasaurus
Masiakasaurus knopfleri var en theropod dinosaurie som levde i Majunga på Madagaskar för omkring 80 - 68 milj. år sedan i slutet av kritaperioden. Masiakasaurus tillhörde överfamiljen abelisauroider, och dess namn betyder "Illvillig ödla". Masiakasaurus var ungefär 2 meter lång och vägde cirka 30 kilo.

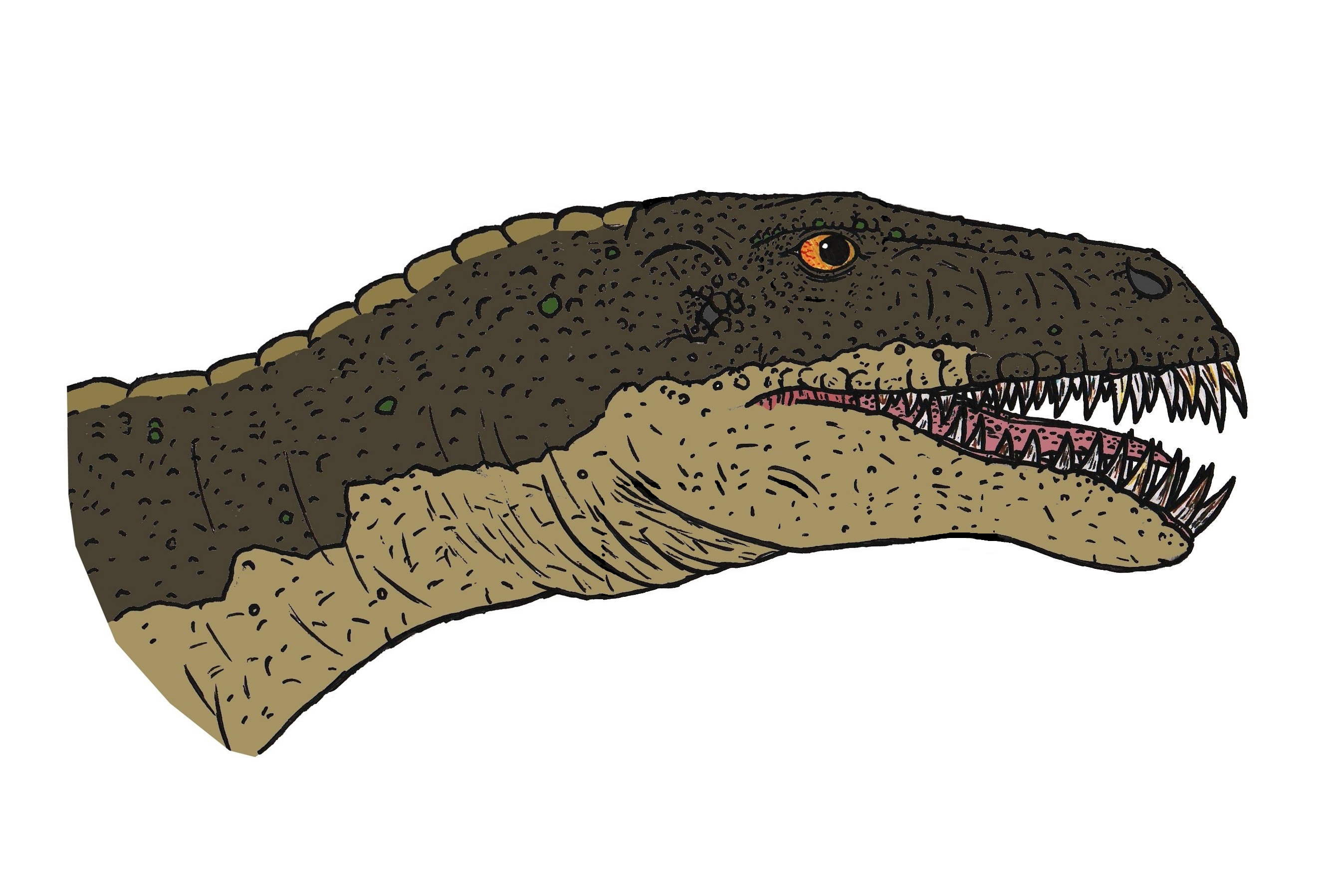
Illustration av Masiakasaurus.

Det märkligaste kännetecknet för Masiakasaurus är den ovanliga formen på dess käke. Den främsta delen av underkäken är böjd neråt på ett sätt som tänderna spretar efter. denna utformning av munnen har man aldrig sett förut hos en dinosaurie, och en del tror att denna form av käken kan ha gjort det effektivare för Masiakasaurus att fånga byten såsom fisk. Det tros enligt vissa nämligen vara dess byten, men den kan också ha ätit däggdjur, mindre reptiler och insekter.
Artens vetenskapliga namn är Masiakasaurus knopfleri och den har fått sitt artepitet efter sångaren och gitarristen i Dire Straits, Mark Knopfler.